# Præriens Helt
Præriens Helt (originaltitel The Man from Wyoming) er en amerikansk stumfilm fra 1924 instrueret af Robert N. Bradbury.

## Medvirkende
- Jack Hoxie som Ned Bannister
- Lillian Rich som Helen Messiter
- William Welsh som David Messiter
- Claude Payton som Jack Halloway
- Ben Corbett som Red
- Lon Poff som Jim McWilliams
- George Kuwa som Sing Lee Wah